# Nahal Sorek

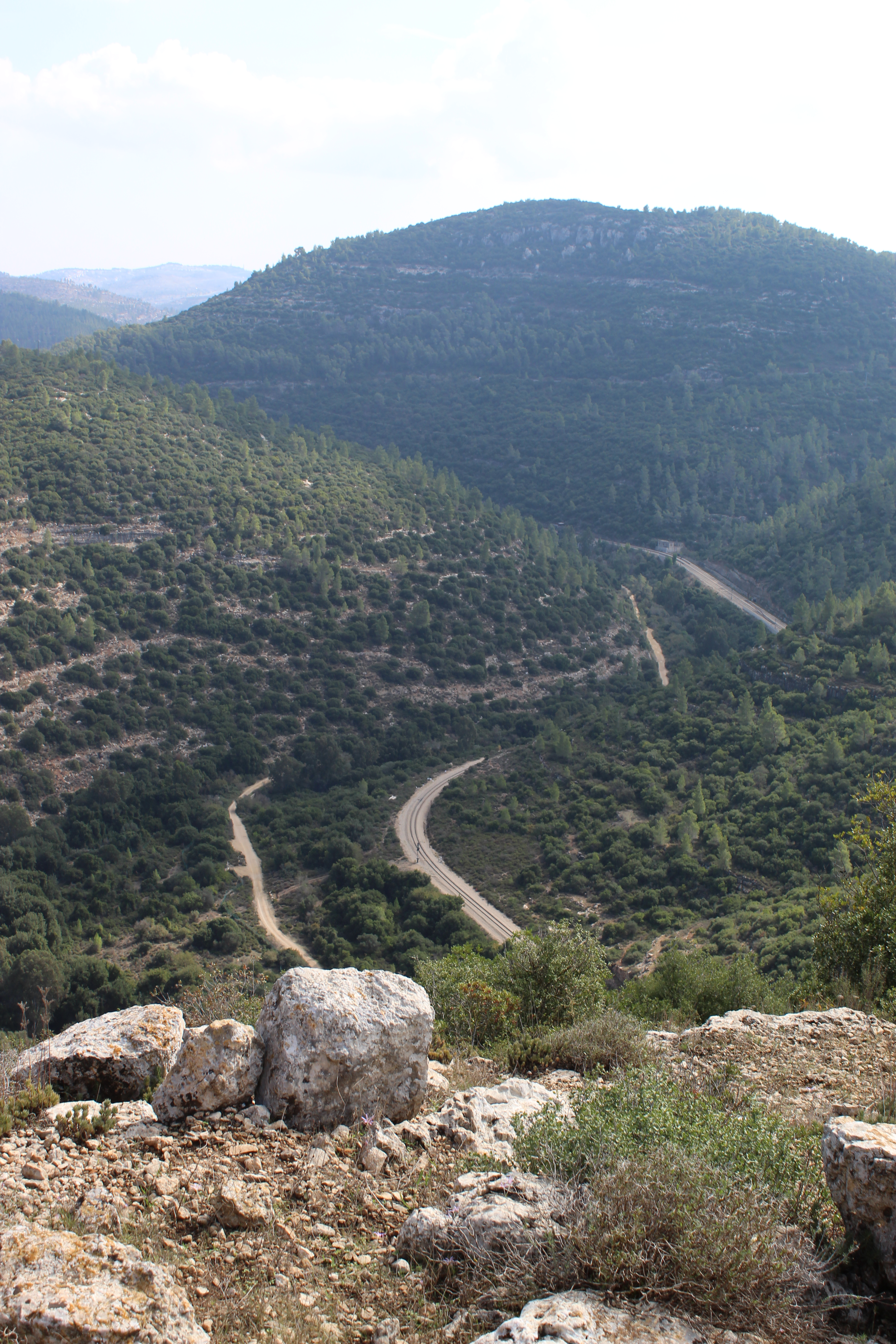
Vedere spre Nahal Sorek dinspre Tur Shimon (Hirbet Tura)

Naḥal Sorek (în ebraică:נחל שורק; în arabă:وادي الصرار Wadi al-Sarar), de asemenea Soreq, este unul dintre cele mai mari și mai importante bazine hidrografice din Dealurile Iudeei. Este menționată în Cartea Judecătorilor 16:4 din Biblie ca graniță dintre filisteni și Tribul lui Dan, israeliții din vechime. Este cunoscută în  arabă ca Wadi es-Sarār, uneori scris Surar, și cu diferite nume de-a lungul diferitelor segmente, cum ar fi Wadi Qalunya lângă Motza, Wadi al-Tahuna și Nahr Rubin mai departe în aval.

## Etimologie
Etimologia populară menționată în Midraș (Numeri Rabbah9) afirmă că sorek este un „copac fără rod»” (cuvântul ריק req înseamnă „gol” în ebraică), implicând o lecție morală și o metaforă sugerând că implicarea lui Samson în aventura sa cu Dalila a fost în cele din urmă „fără roade”. 
Etimologia sugerează că „sorek” înseamnă „viță de vie specială” și se referă la strugurii și vinurile cultivate în zonă.

## În Biblie
Nahal Sorek se numea  locul în care trăit Dalila iar Samson a venit să o întâlnească aici pentru prima dată. A fost și locul în care l-a ademenit să-i spună secretul puterii sale și unde a fost în cele din urmă capturat de filisteni:
„ Și Samson s-a dus în Gaza...  Și s-a întâmplat după aceea, că iubea o femeie din pârâul / valea Sorekului, al cărei nume era Dalila. Iar stăpânii filistenilor s-au ridicat la ea și i-au zis: "Amăgește-l și află în ce stă puterea lui cea mare și cum l-am putea prinde, ca să-l legăm și să-l supunem....… ”
 ::::::::::::::::::: — Mechon Mamre, în Judecători 16

## Proprietatea terenului de-a lungul râului
În 1921, terenurile care delimitau Nahal Sorek (Wadi es Surar / Wad Issarar) care treceau la sud de Artuf au fost desemnate ca „teren Mara”, adică terenuri de pășune rezervate în principal pentru utilizarea satelor învecinate.

## Drumuri și căi ferate

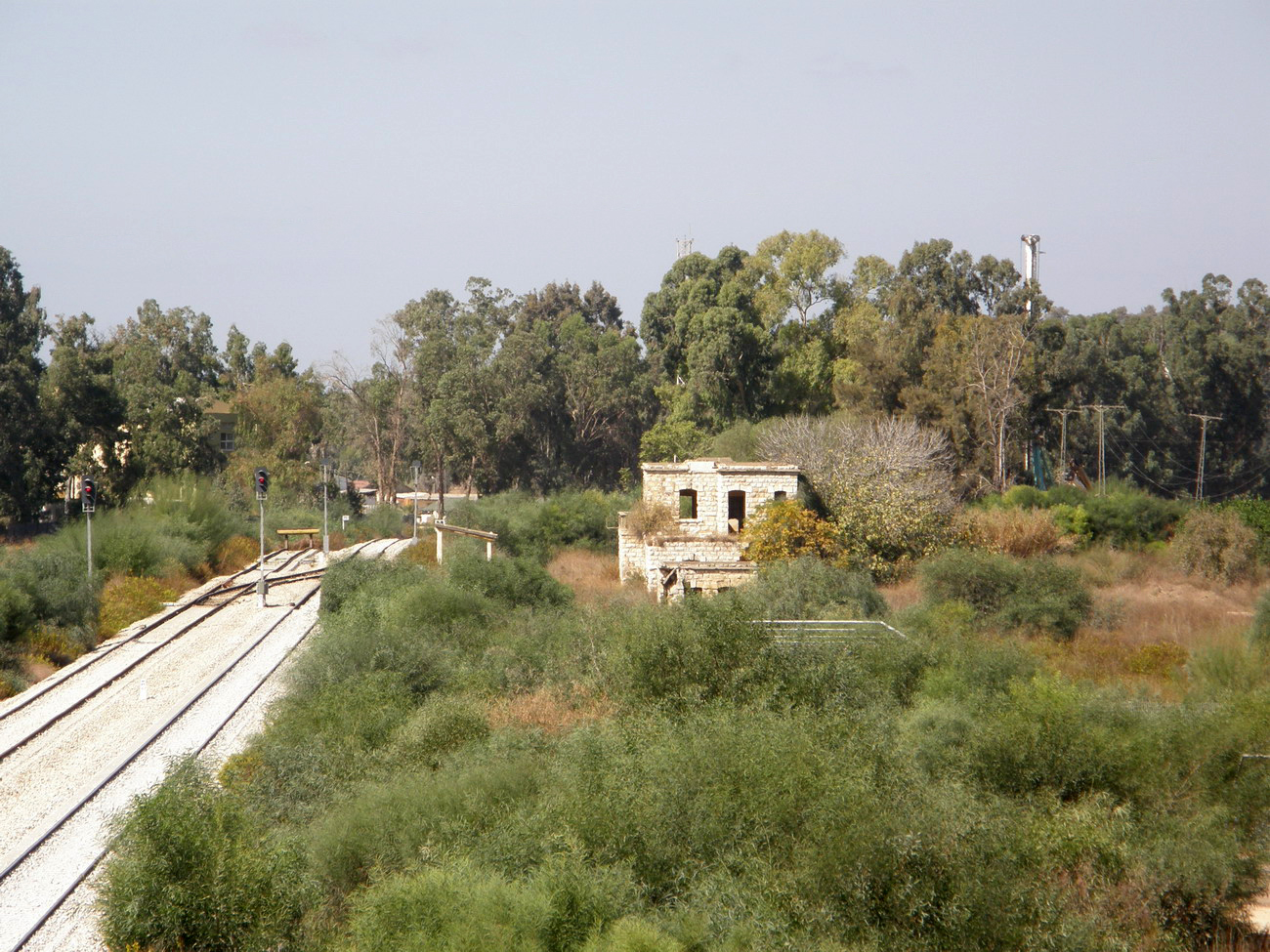
Rămășițele gării Nahal Sorek

În secolul al XIX-lea, Nahal Sorek a servit ca o legătură importantă între cele două orașe mari din zonă, Jaffa și Ierusalim. Deoarece căile ferate la acea vreme se bazau pe sursele de apă, câțiva inspectori care au planificat prima cale ferată din Orientul Mijlociu, Calea ferată Jaffa–Ierusalim⁠(d), au decis să folosească ca principală cale ferată traseul pentru linie Nahal Sorek. Linia a fost inaugurată în 1892, urmând Nahal Sorek până la joncțiunea cu Valea Refaim, după care urmează Valea Refaim în Ierusalim. În timp ce linia Calea ferată de mare viteză Tel Aviv-Ierusalim este proiectată pentru a evita ruta Nahal Sorek și pentru a scurta linia, calea ferată mai veche de-a lungul Nahal Sorek a fost renovată și rămâne în uz. Leagă cele mai mari două orașe ale țării și principalul său aeroport internațional, rulând în direcția vest-est între Tel Aviv, Aeroportul Internațional Ben Gurion, Lod, Ramla , Beit Șemeș și Ierusalim. Cu toate acestea, astăzi linia ferată servește în principal ca rută pitorească folosită de turiști. Pe traseul său există mai multe rezervoare mici de apă, în special lângă Tal Shahar și Yesodot. Cascadele sunt situate pe câțiva dintre afluenții săi, inclusiv Ayanot Dekalim în Beit Șemeș, Ein Sifla pe Nahal HaMe'ara și altele.

## Rezervație naturală
Rezervația naturală Nahal Sorek, declarată pentru prima dată în 1965, și de când s-a extins, se întinde pe mai mult de 11.000 dunami,, din Rezervația Naturală Peștera Avshalom de lângă Beit Șemeș, până la moshavul Nes Harim.

## Instalații de desalinizare
În apropierea gurii râului Sorek se află două mari uzine de desalinizare a apei de mare ,Palmachim și Sorek, aceasta din urmă fiind, atunci când este folosită la capacitate maximă, cea mai mare de acest fel din lume (din 2013).

## Galerie

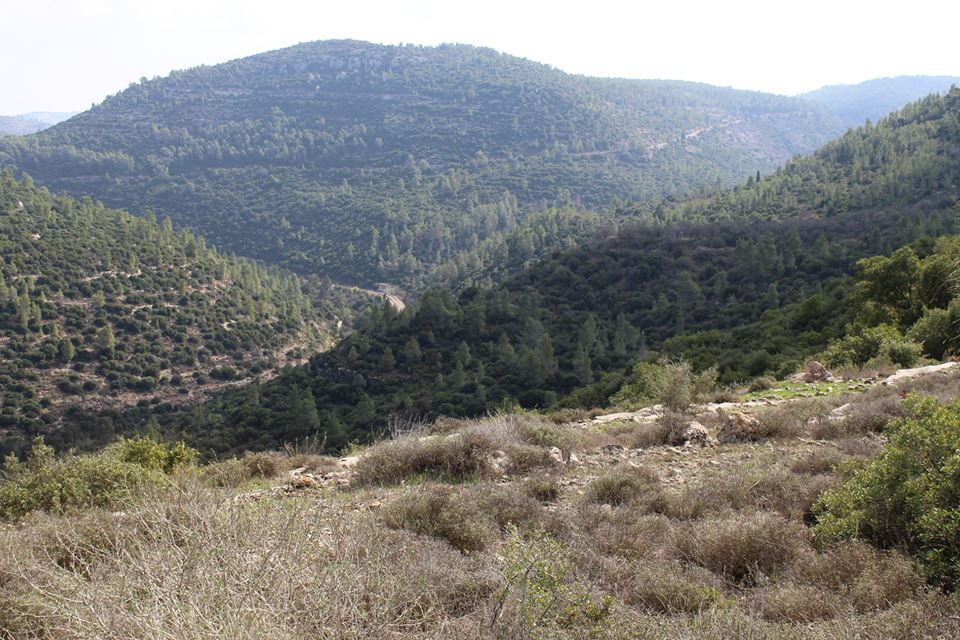
Munte îndepărtat care se ridică deasupra lui Nahal Sorek
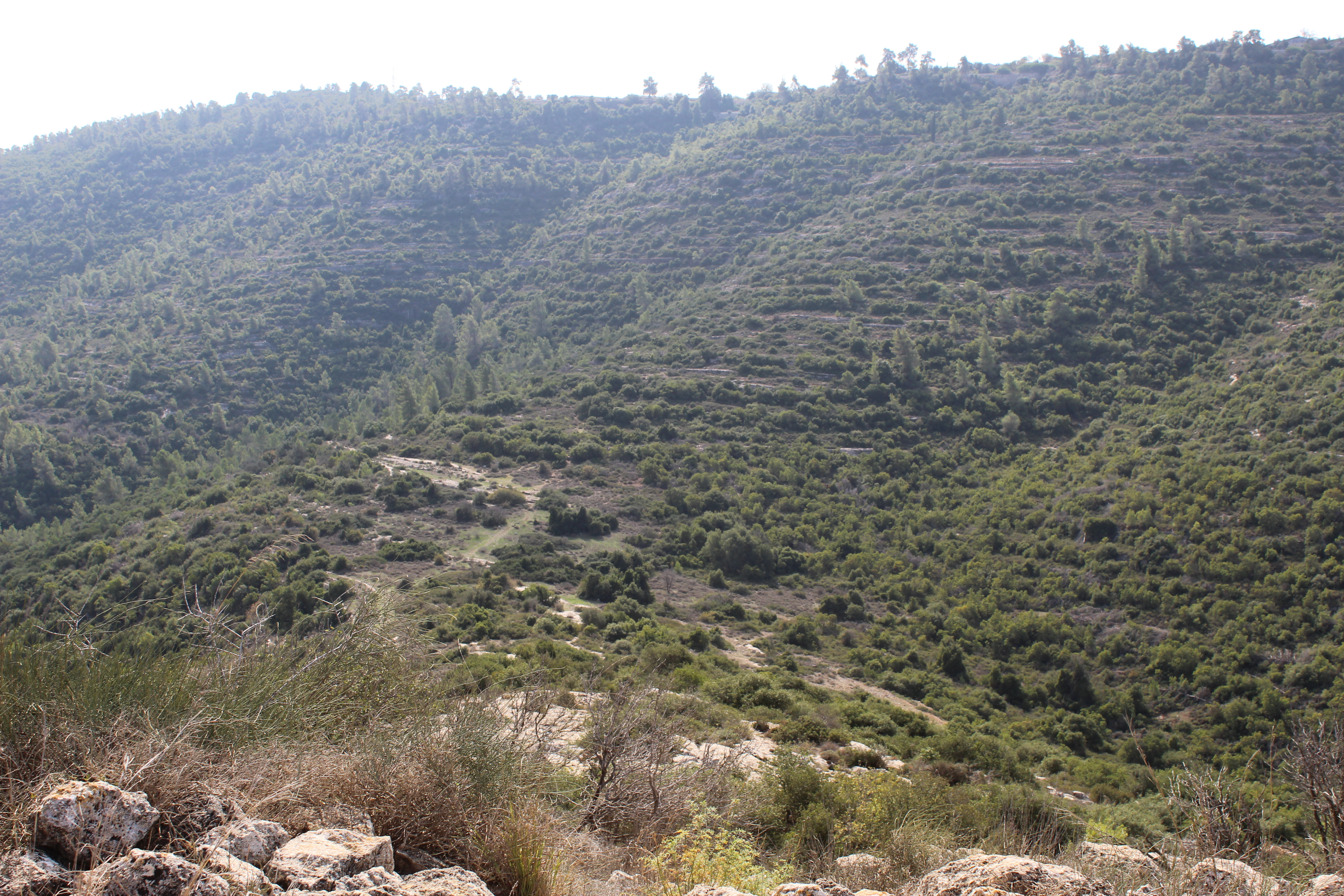
Munți împăduriți deasupra Nahal Sorek
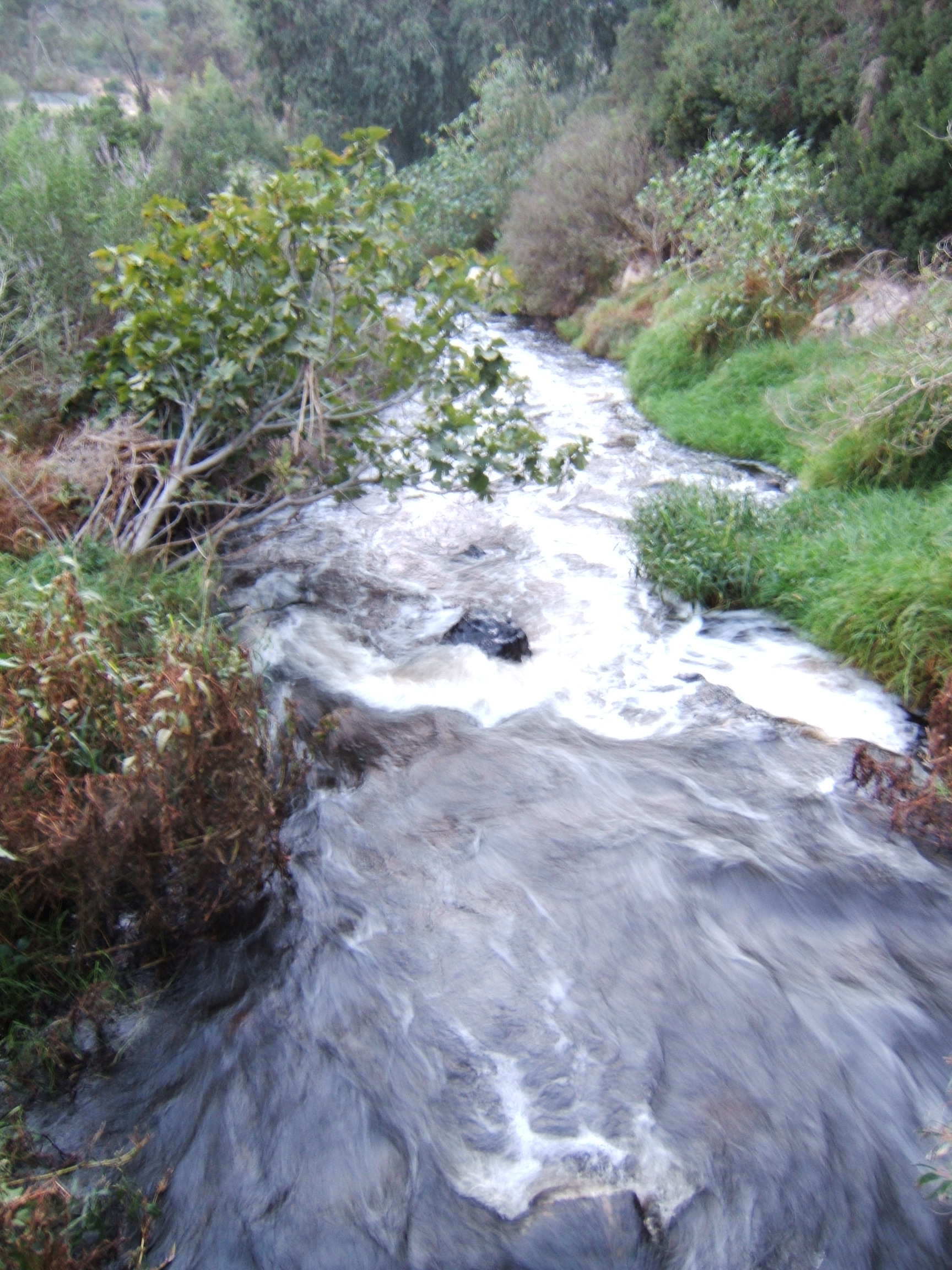
Apele curgătoare ale pârâului nahal Sorek
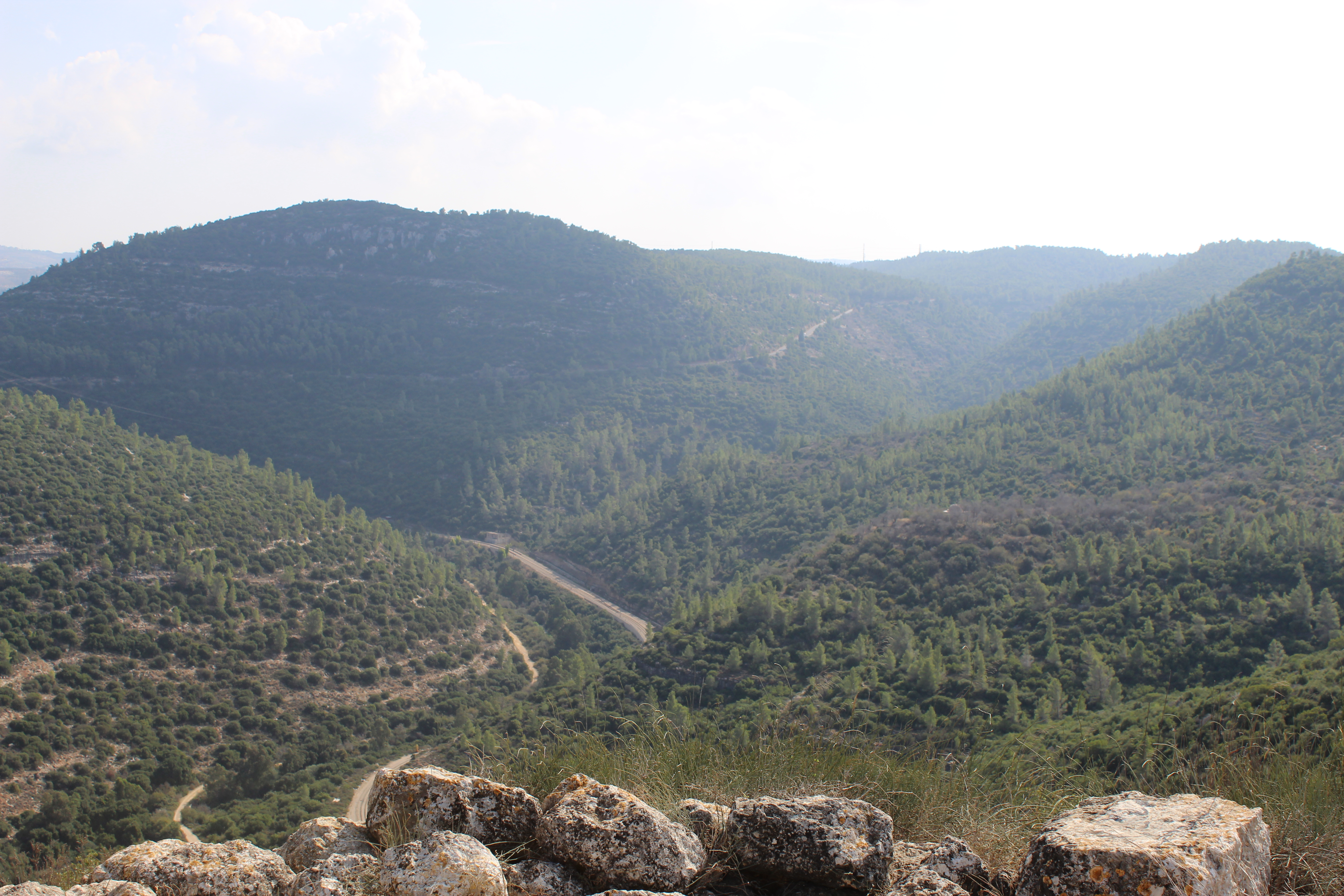
Privind spre est de la Tur Shimon
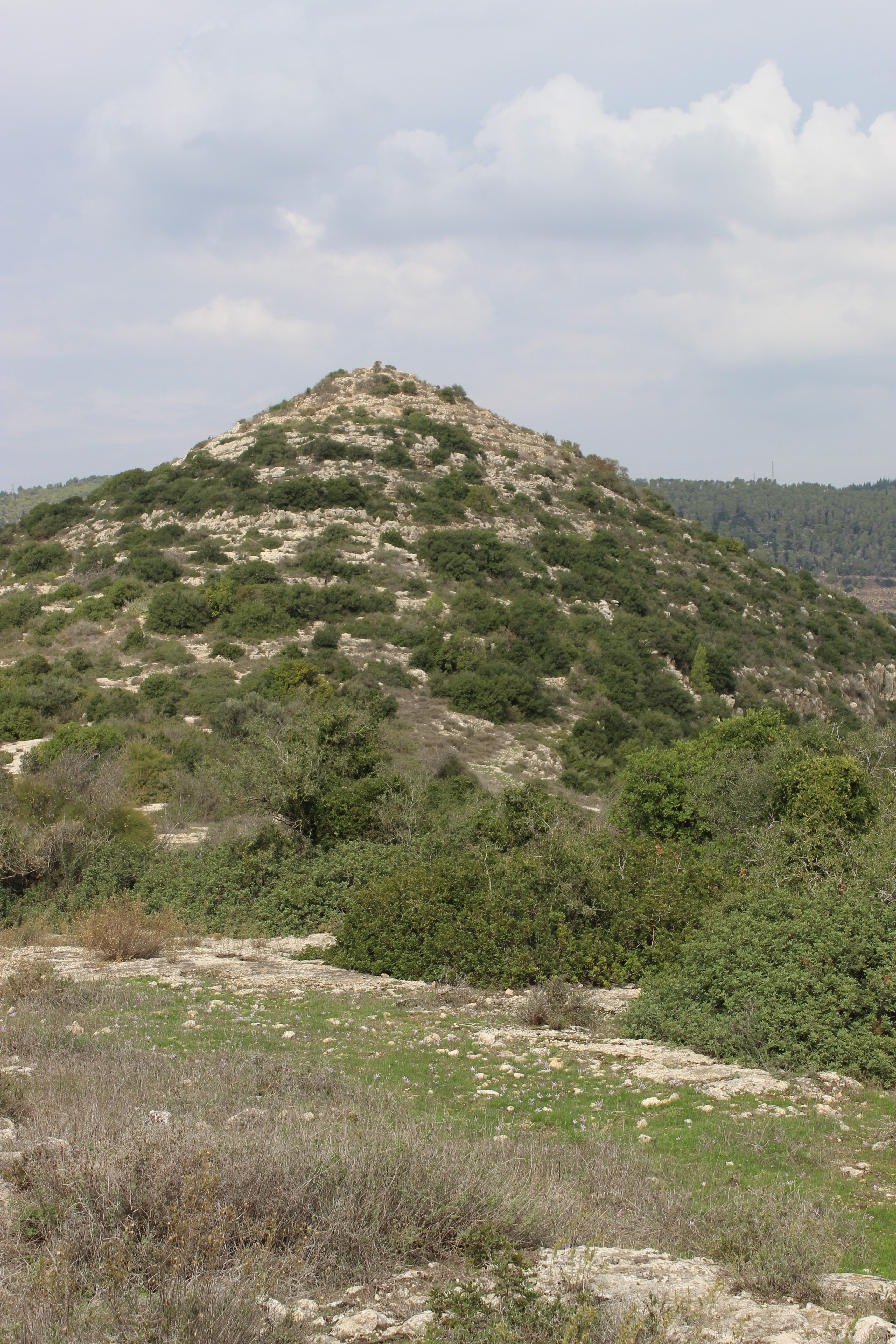
Vedere a Tur Shimon în Nahal Sorek
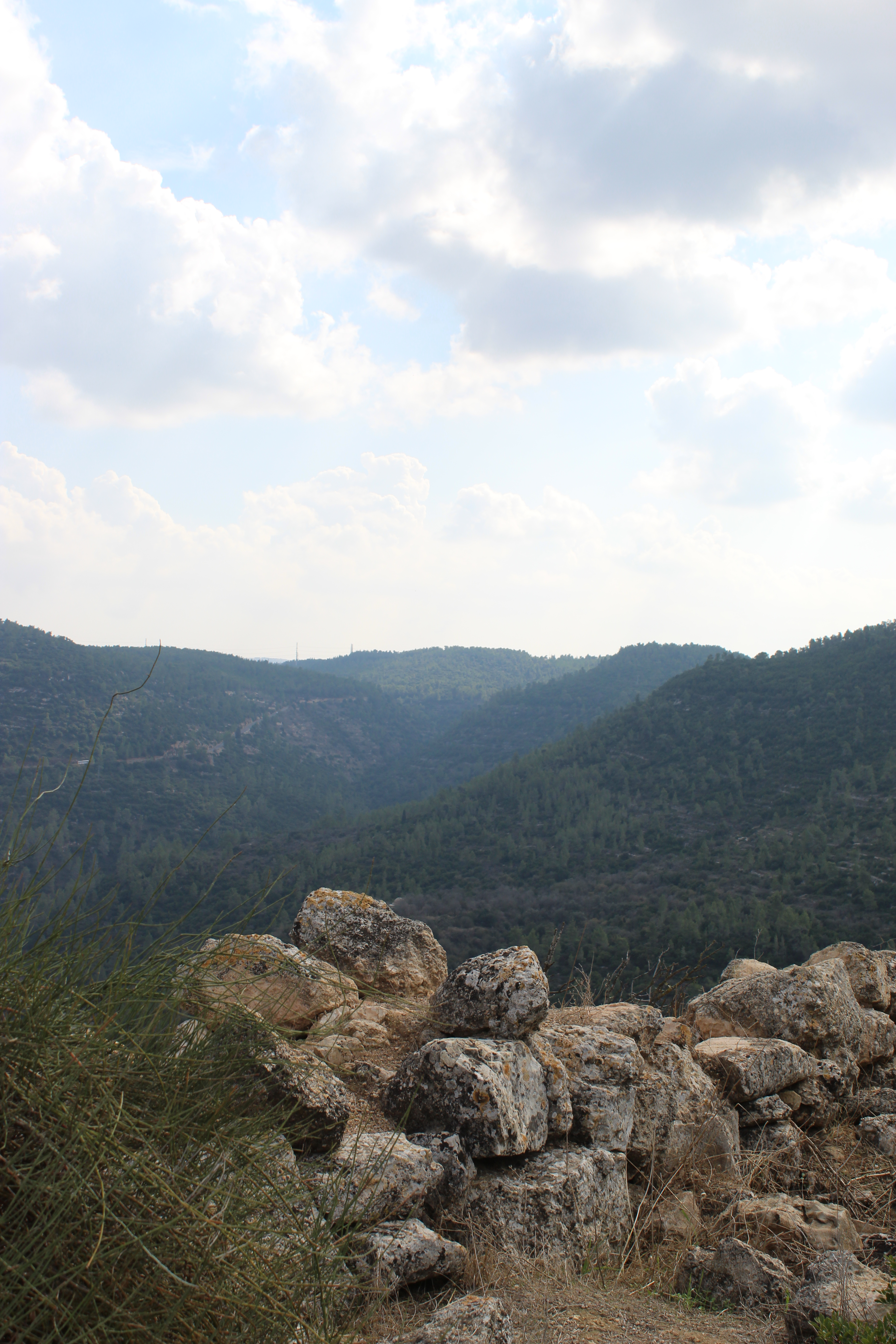
Zidul antic al lui Tur Shimon (Hurvat Tura)
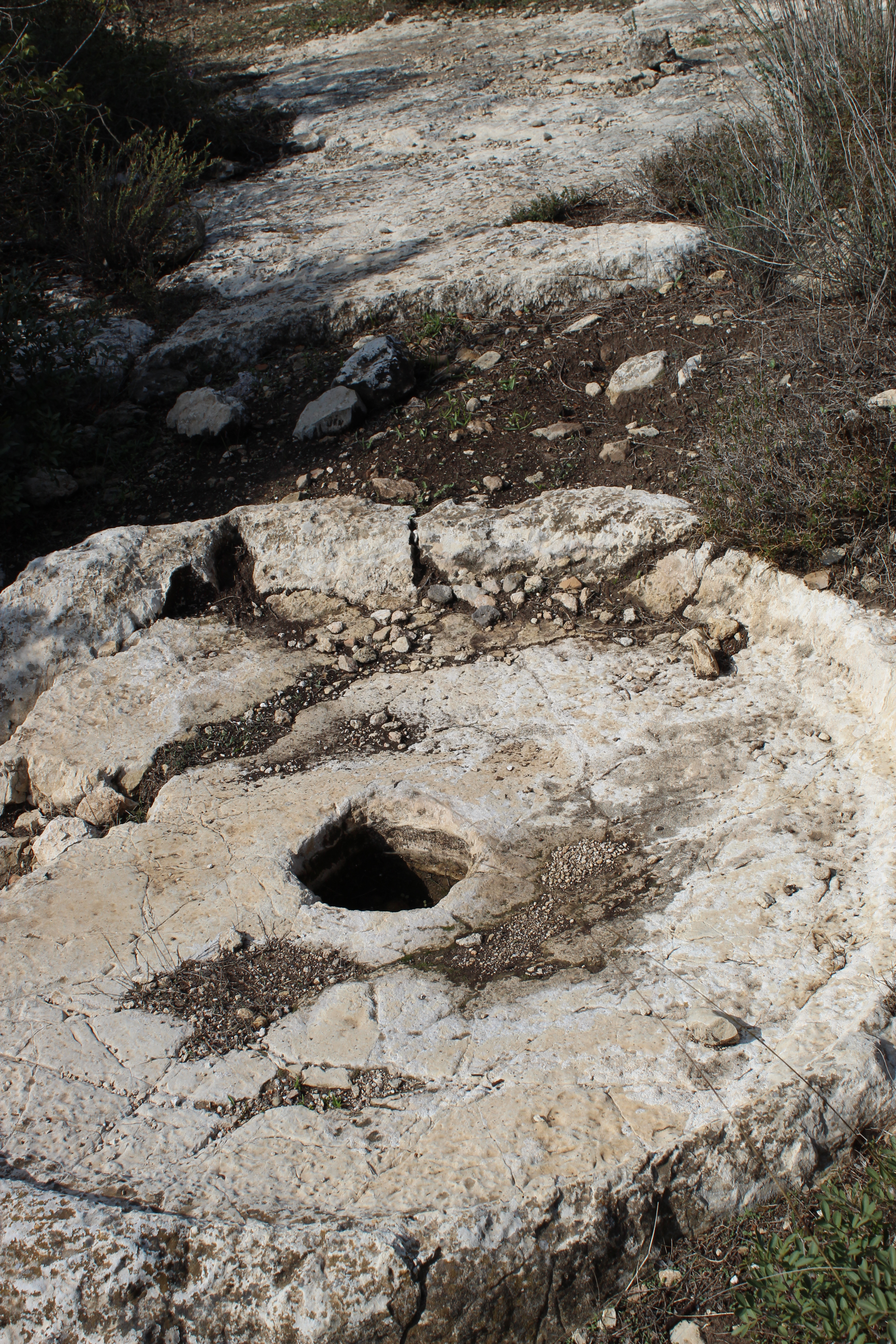
Rămășițe ale culturii materiale în Nahal Sorek
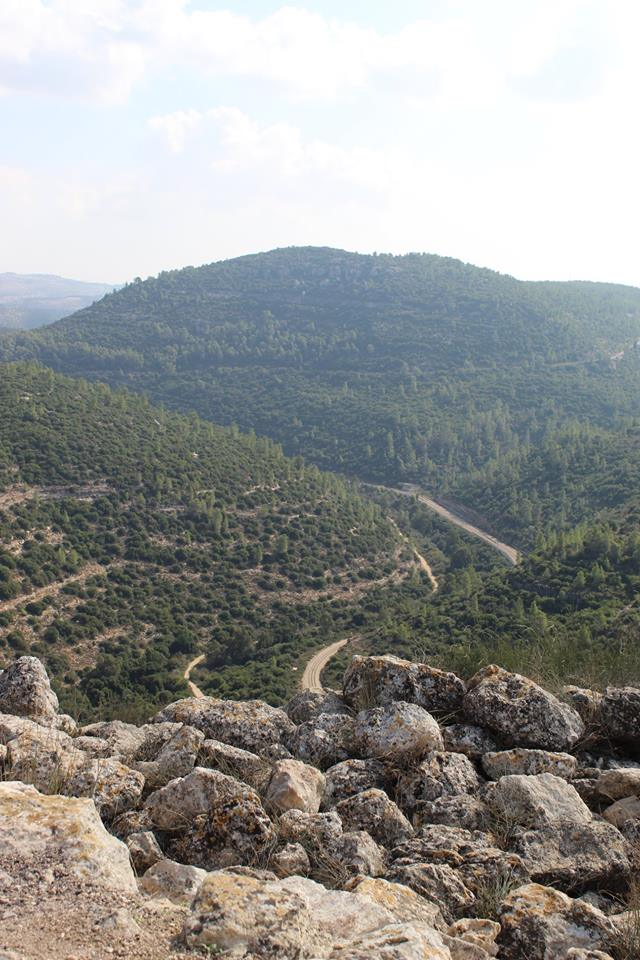
Vedere a lui Nahal Sorek din ruinele Tur Shimon
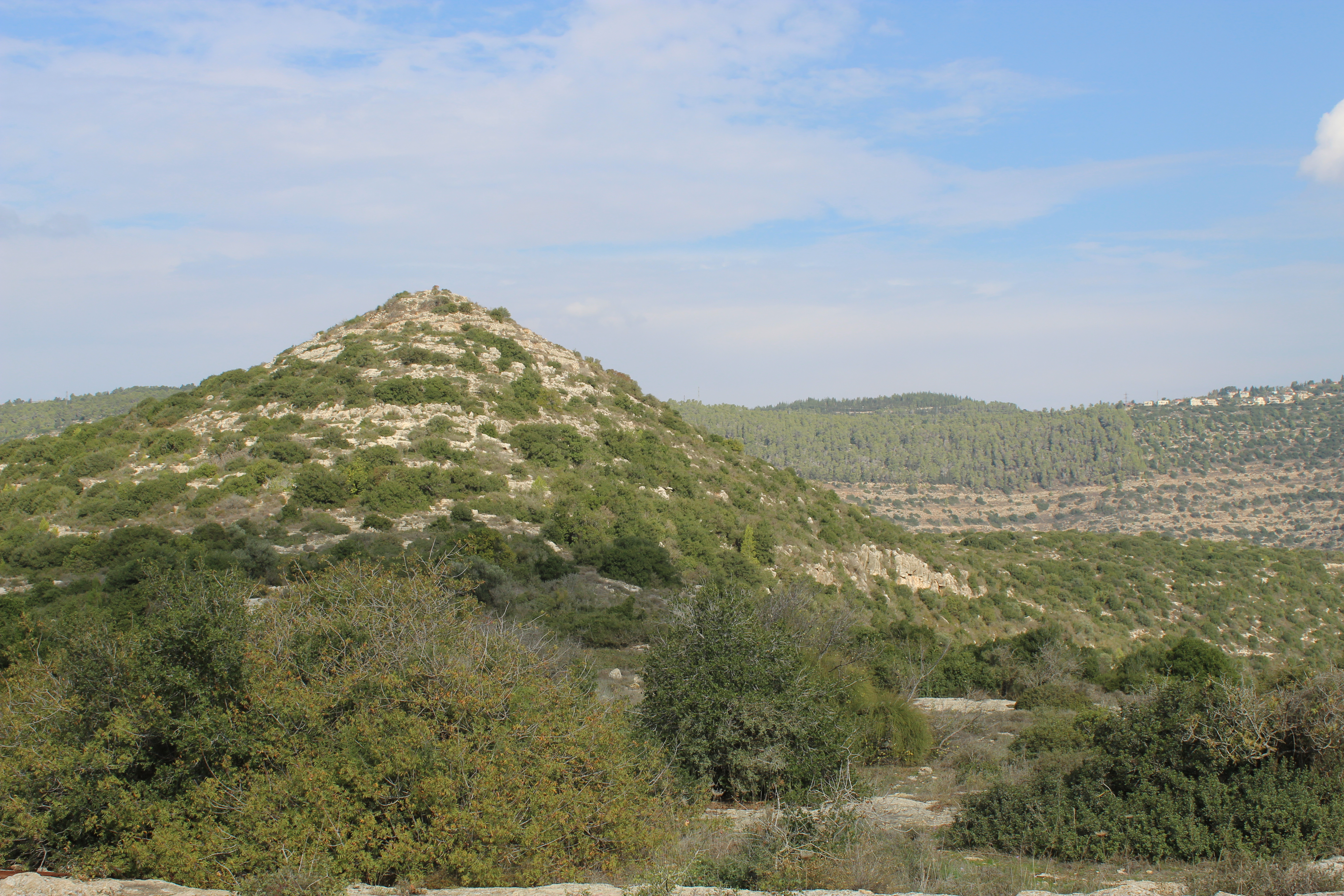
Tur Shimon în creștere de la Nahal Sorek
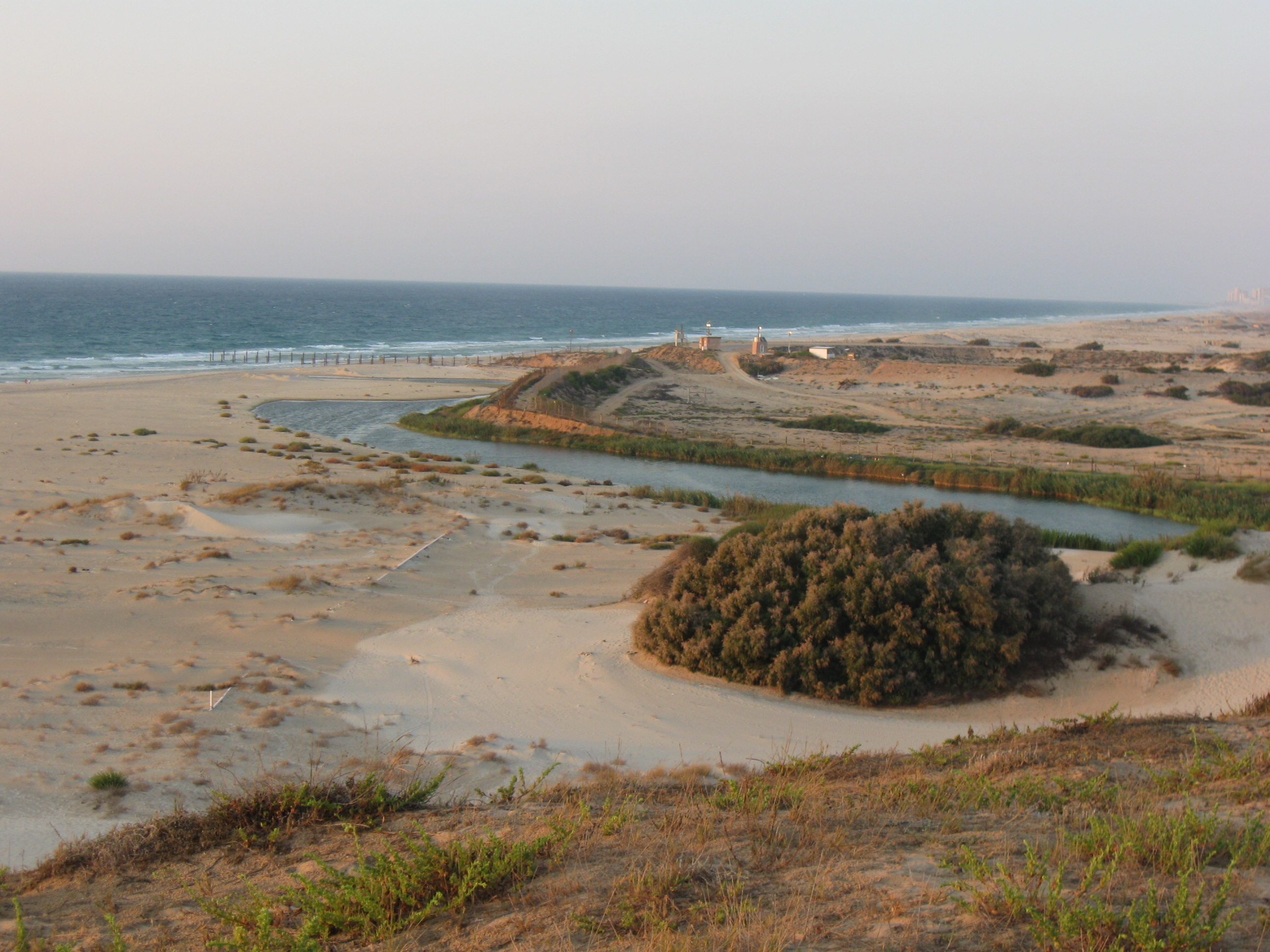
Locul unde valea Sorek se golește în mare